# McLoud (Oklahoma)
McLoud es una ciudad situada en el condado de Pottawatomie, Oklahoma, Estados Unidos. Tiene una población estimada, a mediados de 2023, de 4488 habitantes.

## Geografía
La localidad está ubicada en las coordenadas 35°24′44″N 97°06′24″O / 35.41222, -97.10667 (35.412153, -97.106622).

## Demografía
Según la estimación 2018-2022 de la Oficina del Censo, los ingresos medios de los hogares de la localidad son de $67,207 y los ingresos medios de las familias son de $83,336.  Alrededor del 14.0% de la población está por debajo de la línea de pobreza.